# Valerie Hould-Marchand
Valérie Hould-Marchand (ur. 29 maja 1980 w Rivière-du-Loup) – kanadyjska pływaczka synchroniczna, wicemistrzyni olimpijska.
W 1996 uczestniczyła w igrzyskach olimpijskich w Atlancie, gdzie udało się zdobyć razem z innymi koleżankami z kadry srebrny medal (Kanadyjki uzyskały ostatecznie rezultat 98,367 pkt).
Po olimpijskim występie startowała na igrzyskach Wspólnoty Narodów w Kuala Lumpur, gdzie zdobyła złoty medal w konkurencji solistek. Rok później została złotą medalistką rozgrywanych w Winnipeg igrzysk panamerykańskich w konkurencji drużyn. 